# Олівія (Міннесота)
Олівія (англ. Olivia) — місто (англ. city) в США, в окрузі Ренвілл штату Міннесота. Населення — 2343 особи (2020).

## Географія
Олівія розташована за координатами 44°46′38″ пн. ш. 94°59′51″ зх. д. / 44.77722° пн. ш. 94.99750° зх. д. (44.777156, -94.997613).  За даними Бюро перепису населення США в 2010 році місто мало площу 6,06 км², уся площа — суходіл.

## Демографія
Згідно з переписом 2010 року, у місті мешкали 2484 особи в 1038 домогосподарствах у складі 653 родин. Густота населення становила 410 осіб/км².  Було 1142 помешкання (188/км²).
Расовий склад населення:
| - 93,9 % — білих - 1,0 % — чорних або афроамериканців - 0,4 % — корінних американців - 0,2 % — азіатів - 3,7 % — осіб інших рас |

До двох чи більше рас належало 0,8 %. Частка іспаномовних становила 8,3 % від усіх жителів.
За віковим діапазоном населення розподілялося таким чином: 23,7 % — особи молодші 18 років, 56,4 % — особи у віці 18—64 років, 19,9 % — особи у віці 65 років та старші. Медіана віку мешканця становила 40,8 року. На 100 осіб жіночої статі у місті припадало 97,0 чоловіків;  на 100 жінок у віці від 18 років та старших — 92,7 чоловіків також старших 18 років.
Середній дохід на одне домашнє господарство  становив 62 990 доларів США (медіана — 49 125), а середній дохід на одну сім'ю — 79 857 доларів (медіана — 64 297). За межею бідності перебувало 13,3 % осіб, у тому числі 17,9 % дітей у віці до 18 років та 11,5 % осіб у віці 65 років та старших.
Цивільне працевлаштоване населення становило 1198 осіб. Основні галузі зайнятості: освіта, охорона здоров'я та соціальна допомога — 25,0 %, виробництво — 15,9 %, роздрібна торгівля — 10,5 %, науковці, спеціалісти, менеджери — 9,3 %.